# Idillio villereccio
Idillio villereccio (Village Wooing) è una commedia a due voci in tre atti di George Bernard Shaw, scritta nel 1933, rappresentata per la prima volta nel 1934

## Trama
I personaggi sono solo due: A, uno scrittore di guide turistiche, sulla quarantina, e Z, una signorina inglese, sui trent'anni. Il primo atto si svolge su una nave da crociera, The Empress of Patagonia, in navigazione sulle acque del Mar Rosso; i due atti successivi si svolgono nel North Wessex Downs, in un piccolo negozio e in un ufficio postale. La donna cerca di attrarre l'attenzione dello scrittore, uomo alquanto scorbutico, a fini matrimoniali.

## Rappresentazioni
La commedia di G. B. Shaw fu rappresentata per la prima volta il 16 aprile 1934 al Little Theatre di Dallas, nel Texas, dalla Little Theatre Company. Fu rappresentata per la prima volta nel Regno Unito il 1º maggio 1934 dalla Wells Repertory Players al teatro Pump Room di Turnbridge Wells. Fu rappresentata. infine, per la prima volta a Londra il 19 giugno 1934 dalla compagnia People's National Theatre al Little Theatre. La prima del 3 dicembre 1934 al Malvern Festival Theatre fu trasmessa in diretta anche dalla BBC (replicata anche il 4 dicembre).
In Italia Idillio villereccio fu trasmessa dalla RAI nel 1959; attori protagonisti: Franca Valeri e Vittorio Caprioli, regia di Antonello Falqui. La rappresentazione è stata ritrasmessa il 9 giugno 2014 da Rai 5.
Nel 1968 è stata realizzata una seconda trasposizione televisiva dalla RSI, con protagonisti Raffaella Carrà e Achille Millo, per la regia di Vittorio Barino.

## Edizioni
- Bernard Shaw, Too true to be good, Village Wooing & On the rocks: three plays, London: Constable, 1934
- Giorgio Bernardo Shaw, Il giudizio universale: un prologo e due atti; La milionaria: quattro atti; Idillio villereccio: commediola per due voci; unica riduzione italiana autorizzata di Bruno Maffi e C. Carlo Castelli, Milano: A. Mondadori, 1939
- George Bernard Shaw, L'imperatore d'America; Il decorato O'Flaherty; Idillio villereccio; tradizione di Paola Ojetti, Coll. Biblioteca moderna Mondadori n. 574, Milano; Verona : A. Mondadori, 1959
- Bernard Shaw, «Village Wooing». In: The Bodley Head Bernard Shaw: collected plays with their prefaces, London; Sideny; Toronto: M. Reinhardt: The Bodley Head, 1973